# Asia Square
Asia Square (Chino: 亚洲广场; pinyin: Yà Zhōu Guǎng Chǎng), situado en Marina View, Marina Bay, Singapur, son dos torres gemelas de uso mixto que comprenderán 2 000 000 pies cuadrados (200 000 m²) de espacio de oficinas de clase A, un hotel de cinco estrellas de 280 habitaciones, 60 000 pies cuadrados (6000 m²) de espacio comercial y 'The Cube', un espacio al aire libre de 100 000 pies cuadrados (10 000 m²) usado para conectarse a la red o relajarse con un programa regular de exhibiciones y actuaciones. La Torre 1 fue completada y abierta el 8 de noviembre de 2011. La Torre 2 está actualmente en construcción y será completada en 2013.

## Introducción
Asia Square Torre 1 tendrá 43 plantas y Asia Square Torre 2 tendrá 46 plantas con el hotel, que será operado por el grupo Westin Hotel (Starwood Hotel), que ocupará las plantas 32 a 46. El espacio comercial de Asia Square se situará en las plantas 1 y 2 de ambas torres. 
El proyecto disfrutará de situación frontal a the Central Linear Park, un parque público que conecta Marina Boulevard a Straits Boulevard. El proyecto está situado muy cerca de dos estaciones del MRT (Raffles Place y Marina Bay) y se conectará subterráneamente a la futura Estación de Downtown en la Línea Downtown. Asia Square se conectará a proyectos cercanos en One Raffles Quay, One Marina Boulevard, Marina Bay Financial Centre y el futuro proyecto residencial de One Shenton Way mediante una extensa red de pasarelas peatonales subterráneas y enlaces por la segunda planta.
El proyecto estará servido por el Túnel de Servicios Comunes, un sistema global de túneles subterráneos que albergarán y distribuirán líneas de servicios públicos, incluidos cables de energía y telecomunicaciones. Los futuros ocupantes de las oficinas tendrán acceso a suministro ininterrumpido de los principales servicios públicos, servicios de respaldo de emergencia y la capacidad de expansión para satisfacer las cambiantes necesidades de servicios públicos.
La Torre 1 fue completada y abierta el 8 de noviembre de 2011 por el Senior Minister Emérito Goh Chok Tong.

## Ocupantes
Citi es el mayor ocupante de Asia Square Tower 1, lo que le da derecho a la señalización del edificio con su logo. Alberga oficinas de Citi Asia Pacífico, la sede de Citi Singapur y Citi Private Bank. Asia Square ha conseguido también que Julius Baer, Bank Sarasin, Lloyd's, Google, Marsh and McLennan Companies y White & Case establezcan su sede regional en el edificio. Pure Fitness, la cadena de gimnasios de Hong Kong establecerá su segundo club de Singapur aquí justo después de crear en agosto de 2010 el primero en Knightsbridge, Orchard Road. El club ocupará toda la planta 6 de Asia Square Torre 1, un total de 32 000 pies cuadrados (2970 m²), según se dice el gimnasio más grande de Singapur.
Westin Singapore Marina Bay ocupará Asia Square Torre 2. Su apertura está prevista el 1 de julio de 2014.

## Diseño sostenible
El proyecto incorpora varias características sostenibles medioambientalmente. Albergará las células fotovoltaicas (panel solar) en la azotea más grandes de Singapur y también la primera planta de generación de biodiésel en un proyecto comercial del distrito financiero. 
Asia Square ha logrado la precertificación Leadership in Energy and Environmental Design Core & Shell (LEED-CS) Oro por el US Green Building Council y el Premio Green Mark Platino por la Autoridad de Edificios y Construcción de Singapur, haciéndole uno de los edificios más verdes de Asia.